# Hrand Nazariantz
 (février 2019).
Si vous disposez d'ouvrages ou d'articles de référence ou si vous connaissez des sites web de qualité traitant du thème abordé ici, merci de compléter l'article en donnant les références utiles à sa vérifiabilité et en les liant à la section « Notes et références ».

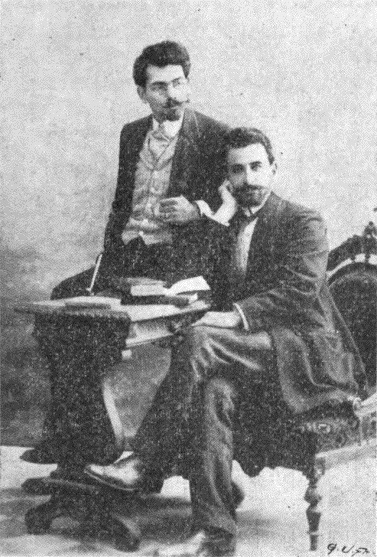
En 1910

Hrand Nazariantz ou Hrand Nazarian (en arménien : Հրանտ Նազարյանց), né le 8 janvier 1886 à Scutari, en Turquie et mort le 25 janvier 1962 à Bari, en Italie, est un écrivain, poète et journaliste arménien naturalisé italien.

## État civil
On[Qui ?] rencontre différentes variantes de translittération en caractères latins du nom arménien Հրանտ Նազարյանց. La raison est due aux différentes manières de lire l'arménien oriental et l'arménien occidental, et plus précisément aux différentes translittérations des mêmes signes graphiques.
Le nom est orthographié de manière variable : Nazarian, Nazariantz, Nazaryans, Nazaryants, Nazariants, ou même Nazarianc, et plus rarement Nazareants, mais la signature de l'auteur dans l'alphabet latin reste Nazariantz.

## Biographie

### Origines, formation et débuts
Il naît à Scutari (de nos jours Üsküdar), quartier asiatique de Constantinople, le 8 janvier 1886, fils de Diran Nazariantz (Տիրան Նազարյանց), « parlant haut et fort, fier patriote », entrepreneur et député de l'Assemblée nationale arménienne pour le district Kumkapı, et d'Aznive Méramédjian (Merametdjian). Parmi ses ancêtres, on[Qui ?] compte son grand-père paternel et son oncle, Liparid Nazarian et Stepanos Nazarian, mais aussi le grand-père maternel, Avedis Méramédjian. Dans la capitale, dès 1898, il fréquente l'école Berberian (Պէրպէրեան վարժարան), fondée par Reteos Berberian, mais il en est exclu pour sa liaison avec Mannig Berberian (1883-1960), fille du fondateur et propriétaire de l'école, Reteos Berberian (1848-1907), et pour avoir demandé sa main.
En 1902, il se rend à Londres afin de poursuivre ses études, et devient l'hôte « d'une vieille famille aristocratique anglaise ». La même année, il termine le premier projet de son recueil Rêves crucifiés.
En 1905, à Paris, il s'inscrit à la Sorbonne et entre en contact avec le Mouvement de libération nationale de l'Arménie.
En 1907, la mauvaise santé de son père l'oblige à revenir en Turquie, pour prendre en charge la famille et l'entreprise de production de tapis et de dentelle, qui emploie alors environ deux mille personnes, sur les districts de Scutari, Kumkapı et Kadıköy.
Il mène également une activité littéraire et journalistique intense.

### Dans l'Empire ottoman
Le 8 août 1904 il publie le poème Violon (« Ջութակը ») dans la revue Piouragn (« Բիւրակն » arménien).
En 1908, avec Dikran Zaven, il reprend le journal Surhantag (Սուրհանդակ arménien, littéralement « Le Messager ». En 1909, il fonde, en collaboration avec Karekin Gozikyan, également connu sous le nom de Yassalem, fondateur en Constantinople du premier syndicat des travailleurs d'imprimerie de Turquie (Matbaa Isçileri Meslek Birligi), l'hebdomadaire politico-littéraire Nor Hosank (arménien « նոր հոսանք », littéralement « Nouveau Courant ») et fonde avec le romancier Roupen Zartarian et le dramaturge Levon Shant le magazine culturel, artistique et controverse Temple (Բագին,  Pakin). Un collaborateur de ce magazine est Atom Yardjanian (alias Siamanto). Il collabore avec les magazines Escoul, Scepor, Dreptatea de Bucarest.
En 1910, il tente d'établir avec Gostan Zarian et Kégham Parseghian un cercle d'art innovant autour des Folles volontés. Dans le même contexte, il publie à Constantinople, avec des illustrations du dessinateur Enrico Novelli, alias Yambo, l'important essai sur F. T. Marinetti et futurisme (F. T. Marinetti et apagajapaštoitiine).
Toujours en 1910, il publie la première édition d'un recueil de poèmes, qui va l'imposer définitivement comme meneur de la prétendue poésie symboliste en arménien, Rêves crucifiés, dont les premiers poèmes datent des années londoniennes.
Il lit également le numéro de volume XXXI du magazine Il Borghese. Fin 1910, il accompagne peut-être Marinetti en Russie. Pourtant, cela est discuté faute d'autres éléments de preuve, et surtout parce que cela paraît démenti par Lucini, dans une lettre en date du 22 mars 1913, où il met en garde son ami contre Marinetti sur un comportement personnel, ce qui suggère que les deux ne se seraient jamais personnellement connus auparavant.
À partir de 1911, à la suite d'une correspondance avec Filippo Tommaso Marinetti, Gian Pietro Lucini, Libero Altomare, il s'engage à publier des essais et des traductions en arménien, afin de faire connaître leur travail poétique, en même temps que celui de Corrado Govoni et Enrico Cardile, dans le cadre plus vaste d'un projet de rajeunissement de la littérature en langue arménienne à la lumière des grands événements littéraires italiens et français. Toujours en 1911, Armen Yenovk publie un essai intitulé Hrand Nazariantz et ses Rêves Crucifiés .
Dans la même veine, il publie également la traduction en arménien de Le Tasse et ses traducteurs arméniens, essai précédé d'une lettre de recommandation d'un linguiste, philologue et traducteur de Dante, le père Arsen Ghazikian de la Congrégation des pères mékhitaristes de Venise. Cette publication, qui traite des traductions en langue arménienne de Torquato Tasso, parvient à l'éditeur Arzouman de Constantinople en 1912.
Encore en 1912, il publie une nouvelle édition de Rêves Crucifiés, qui s'impose à l'attention du public et des critiques. Toujours en 1912, il est rédacteur en chef de l'hebdomadaire Bagin (« Բագին »), annexe du magazine littéraire Combattants de la liberté (Azadamard, « Ազատամարտ »).
Il travaille également pour de nombreux journaux et magazines tels que Masis, Loys (Chant) de Méroujan Barsamian, Bizance (Biwzandion), La Patrie (Arevelk, journal en français, de Jean Minassian, Manzume le Efkar (publié à Constantinople, Impression Est (?)(Arevelean mamul), Littérature arménienne (Grakanutivn Hay, publié à Smyrne), Printemps (Garun).
À partir de 1913, paraissent les versions originales des textes Aurora, âme de beauté, Gloria victis, La couronne d'épines, Le grand hymne de la tragédie cosmique, et l'essai sur la poétesse Hranush Arshagyan, morte prématurément.
Il s'efforce dans ces années-là d'obtenir le soutien des intellectuels européens à la cause arménienne. Il atteint plusieurs supporters italiens, dont Giovanni Verga, Luigi Pirandello et plus tard Umberto Zanotti Bianco, et bien d'autres intellectuels italiens et européens réputés, liés aux fraternités maçonniques et rosicruciennes.
En 1913, il est forcé de quitter son pays, en raison de l'effondrement financier de l'entreprise paternelle, probablement dû à la politique anti-arménienne des dernières années de l'Empire ottoman avant le génocide. Il se réfugie au consulat italien de Constantinople, où il épouse la chanteuse et danseuse italienne Maddalena De Cosmis, surnommée Lena, de Casamassima, dans la province de Bari. Le mariage a lieu le 10 février. Au printemps 1913, il part en exil à Bari. Cette union est considérée par certains comme son laissez-passer pour le départ vers l'Italie, ce que contestent certains de ses amis. Ils ont probablement vécu ensemble, ce qui est inhabituel pour son temps et les habitudes de la communauté arménienne, partisane des relations stables. En fait, dès 1911, deux ans avant le mariage, le poète Gian Pietro Lucini, ami de Nazariantz, expédie son courrier à la « famille-De Cosmis Nazariantz » à « la poste italienne de Galata, quartier ouest de Constantinople, où le couple a probablement vécu. Il termine sa lettre du 24 mai 1911 par un souhait de prompt rétablissement à Lena, qui  souffre apparemment d'une certaine maladie. Puis, au moins à deux reprises, il conclut ses lettres (22 mars 1913 et 1er mai 1913) avec les meilleures salutations et respects à De Cosmis.

### En Italie
Dès son arrivée en Italie, il intensifie ses relations avec les représentants de la diaspora arménienne, avec les protagonistes de la culture italienne, française et anglaise, il voyage à l'étranger pour étudier. Dans la même période, il travaille comme professeur de français et d'anglais à l'Institut technique, nautique et professionnel de Bari.
En 1915, il collabore au magazine bolognais Le Rythme, et les éditions Laterza publient, comme premier volume de la série Connaissance de l'idéal Arménia , qu'il dirige, son essai sur le poète arménien Bedros Tourian, avec présentation de Enrico Cardile, qui traduit pour le magazine Humanitas de Bari, Les rêves de Crucifiés (1916), le Miroir (1920) et Vahakn (1920).
En 1916 commence la collaboration à Durcissement de Renato Fonds, début d'une régulière et longue relation.
Puis Nazariantz entre en contact avec certains magazines siciliens d'avant-garde qui accueillent ses contributions : Escalade (1917), The Literary Blaze (1917) et La Spirale où, en 1919, il publie un passage du poème Le Miroir.
Il se lie d'amitié à Bari avec Franco Casavola, et se met à promouvoir sa production musicale. Ils travaillent ensemble pour organiser, au Teatro Piccinni de Bari, avec l'aide de Giuseppe Laterza, Giacomo Favia, Tina Suglia et d'autres, en soirée, un Événement Futuriste le 26 septembre 1922. Quelques mois plus tard, le 2 janvier 1923, le programme de soirée de l'Événement Futuriste comprend une action de mime corporel dramatique, intitulée The Mirror, avec de la musique de Franco Casavola, sur un poème de Nazariantz.
Le 20 septembre 1923, la toute nouvelle Grande Loge maçonnique nationale italienne Serene, réunie en session extraordinaire, élit son Premier Grand Surveillant.
En 1924, l'éditeur Alpes Milan Public publie le recueil Trois Poèmes, traduit par Cesare Giardini : Le Paradis des Ombres, Aurora Âme de la beauté, Nazyade fleur de Saadi.
En 1926, après des années de travail acharné, et la participation des différents représentants de la politique et de la culture, il réussit à inaugurer le village Nor Arax, avec une fabrique de tapis orientaux à la périphérie de Bari. Le village est subventionné et fortement souhaité, notamment par le sénateur Luigi Luzzatti et le comte archéologue Umberto Zanotti Bianco, président de l'Associazione nazionale per gli interessi del Mezzogiorno d'Italia (ANIMI). Il témoigne de cette expérience dans sa correspondance avec Zanotti Bianco et dans son article intitulé « Réfugiés Arméniens », publié plus tard dans la collection Parmi les perdus.
De 1939 à 1943, il collabore à Radio Bari, également à la direction artistique, dans des conversations radiophoniques d'écrivains, de musiciens, de romanciers de l'époque.
Toujours en 1943, il fonde les magazines d'inspiration symbolique maçonnique « Inspiré du Graal » (1946) et « Graalismo » (1958), avec son ami le poète et écrivain calabrais Potito Giorgio. Dans les deux magazines paraissent, entre autres, Giuseppe Ungaretti, Ada Negri, Liliana Scalero, Elpidio Jenco, Giuseppe Villaroel, Lionello Fiumi, Charles Plisnier et d'autres, avec des illustrations de peintres, célèbres ou moins connus, dont Fryda Laureti Ciletti.
Il publie en 1946 la traduction italienne de «La Grande Chanson de la tragédie cosmique», déjà connue pour avoir été partiellement publiée en extraits dans divers magazines littéraires.
En 1951, il publie son Manifeste Graalico. Dans ce document, considéré comme la fin de l'avant-garde italienne, Nazariantz et les autres signataires confient la solution de relation de la société intellectuelle à la primauté de l' « art absolu. »
En 1952, il publie sa dernière anthologie, « Le retour des poètes ». L'année suivante, un grand nombre d'intellectuels italiens et étrangers propose sa candidature au comité pour l'attribution du Prix Nobel de littérature, qui lui préfère Winston Churchill. Dans la documentation retrouvée, les demandes au nom de Nazariantz mettent en évidence un manque d'efficacité de la proposition, motivant la non-acceptation.
Les dernières années de sa vie sont marquées par des difficultés économiques accrues, qui l'ont tourmenté toute sa vie en tant que personne apatride. Il est admis à la fin des années cinquante à l'hospice de Conversano. Il y vit entouré de l'affection et de l'estime de quelques jeunes amis de Conversano, appréciant de retrouver une certaine valeur humaine et intellectuelle.
Lors des dernières années de son existence, après la déclaration de nullité de son premier mariage et la mort de Vittoria Strazzaboschi, il se marie à sa fidèle compagne depuis de nombreuses années, Maria Lucarelli.
Il meurt en 1962, après avoir déménagé en 1960 de Conversano, sa ville de prédilection, à Casamassima, dans la province de Bari. Il y vit dans des conditions de dénuement quasi totales avec sa seconde épouse Maria Lucarelli (décédée en avril 2011). Tout au long de sa vie, il garde une admiration extrême pour le sexe plus juste, dans lequel il voit un aperçu du symbolisme de Miriam, lié peut-être aux enseignements mystiques et ésotériques de Giuliano Kremmerz.
Son corps repose au cimetière de Bari, dans une niche presque anonyme, portant comme seules indications nom, prénom, dates de naissance et de mort, et la mention « Poète ».

## Œuvre
- Խաչուած երազներ, (Délai d'attente.Khachuats yerazner), (Trad.rêves Crucifix), Constantinople, Ter-Nersēsean, 1912
- Les rêves de Crucifix, version italienne Enrico Cardile; avec l'introduction d'un traducteur et notes bio-bibliographiques, Bari, Humanitas, 1916.
- Je meurs de soif ..., de La tristesse de la nudité rose, voix et piano Franco Casavola, mots Hrand Nazariantz Milan: Ricordi, C., 1920.
- le miroir, version italienne Enrico Cardile, Bari, Humanitas, 1920.
- Vahakn, version italienne Enrico Cardile, Bari, Humanitas, 1920.
- (Eds) Alfons Maseras, Nazariantz: Las mejores poesias (Liricas) de los mejores Poetas, Barcelone, Editorial Cervantes, 1920.
- trois poèmes, il a traduit de l'arménien Cesare Giardini, Milano, Alpes 1924.
- Corrado Fruttero, Ou le sommeil, le sommeil, notre dernière partie de Paradis des Ombres Hrand Nazariantz, de la traduction arménienne Cesare Giardini. Poemetto pour voix et piano, Bologne, Bongiovanni, 1935.
- papillons, de « La Grande Chanson de la tragédie cosmique », un hommage à l'hospitalité poète arménien Bari, Bari, S.T.E.B. 1916 (?).
- Dix-huit ans d'Arménie Lyrique édité par Glauco Viazzi, Roma, Edizioni "LUI", 1939.
- La Grande Chanson de la tragédie cosmique: Hur Hayran. version italienne Enrico Cardile, avec le discours esthétique hermétique par Eli Drac. Gravures sur bois de Piero Casotti, Bari, Ed. Gioconda, 1946 et 1948.
- Le retour des poètes et autres poèmes, Florence, Kursaal, 1952.
- Vartan Matiossian, Lettres de Hrand Nazariantz à Yenovk Armen, Bazmavep : Hayagtakan banasirakan handes grakan, 164, 2006, pp. 312-413
- Vartan Matiossian, Lettres de Hrand Nazariantz à Yenovk Armen, Bazmavep : Hayagtakan banasirakan handes grakan, 165, 2007, pp. 323-380
- Աստեղահեւ մենութիւն - ընտրանի (Solitudes Stellate - Sélection), Erevan, Printinfo, 2008.
- rêves Crucifix, poèmes choisis, éd. Dorella Cianci, Foggia, Meridiani, 2011 Chemins.
- F.T. Marinetti et Futurisme, Onnik Barseghian and Sons, Constantinople, 1910
- Préface à Elie Demirgibashian, Եղիա Տէմիրճիպաշեանի de la նամակները, 1886-1889: երկու ինքնատիպ լուսանկարներով եւ իր ձեռագիր մէկ նամակով , (Délai d'attente. Eghia Tēmirchipasheani de la namaknerě, 1886-1889: erku ink'natip lusankarnerov ew ir dzeṛagir MEK namakov), (trad Lettres d'amour de 1886 à 1889:. Avec une lettre écrite à la main et deux photos originales) Constantinople, Der-Nersēsean, 1910.
- Ֆ.Թ. Մառինէթթի եւ ապագայապաշտութիւնը, (Délai d'attente.F. T. Marinetti et Apagajapaštoitiine), (Trad. F.T. Marinetti et futurisme) Constantinople, Onnik Barseghian and Sons, 1910.
- Հերանոյշ Արշակեան: Իր կեանքը եւ բանաստեղծությունները (Délai d'attente.Hranush ArshagyanIr keank'y yev banasteghtsut'yunnery), (trad.Heranush Arshagyan: Sa vie et poèmes), Constantinople, Ter-Nersēsean, 1910.
- Դասսօ եւ իր հայ թարգմանիչները, (trad. « Tasso et ses traducteurs arméniens »), avec une lettre de Arsen Ghazikian, Constantinople, տպ. Օնիկ Արզումանի, 1912.
- Préface Shahan Natalie, Սէրի եւ ատելութեան երգեր., (trad. Yev Seri atelut'yean Yerger), (trad. Chahan Natalie, Songs of Love and Hate), Boston, Typographie Hayrenik, 1915.
- Bedros Tourian, poète arménien: de sa vie et de ses meilleures pages, avec un clin d'œil l'art arménien , en collaboration Nitti Franco Valentini, avec une présentation par Enrico Cardile, Bari, Laterza, 1915.
- Préface de Bernardino Fienga, saignement Arménie, Napoli, éd. G. Borrelli, 1916.
- L'Arménie, son martyre et ses prétentions, avec introduction de Giorgio D'Acandia (pseud. d'Umberto Zanotti Bianco), Catane, Battiato, 1916.
- Les trouvères arméniens dans leur vie et dans leurs chansons: avec mention sur les chansons populaires arméniens, Avant-propos Ferdinando Russo, Bari, Humanitas, 1916.
- Arshag Chobanian: Dans sa vie et dans ses meilleures pages, en collaboration Mario Virgilio Garea ; avec une préface de Mario Pilo, Bari, Humanitas, 1917.
- Préface Le basilic Grasta: la légende sicilienne du XIVe siècle en Théâtre de Sicile Francesco De Felice, Catania, et. Vincenzo Giannotta 1923.
- L'art de Arménie, Bari, Laterza, 1924.
- Commentaire Ettore Palmieri, La carte de rêve avec une lettre Guido da Verona, par Piero Casotti xylographies, Bari, S.E.T., 1929.
- Préface de Luciano Landi, A 5, la veille de Noël (pauvres), drame en trois actes, avec la lettre-préface de Hrand Nazariantz, Milan-Rome, Gastaldi, 1948
- Prémisse Milena Cianetti Fontaines, consolation opéra, Milan, éd. M. Gastaldi, 1950.
- Préface de Cecilia Picciola Ferri, polyphylla, Urbino, Ist. État de l'art, 1950.
- Préface de Antonio Quaremba, Le ciel et la terre, Napoli, Ed. La flamme, 1954 (préface de Hrand Nazariantz traduit par Aldo Capasso).
- par Tiziano Arrigoni, Arménie: l'extermination oublié, Piombino, Le stand 2008 (une réimpression de L'Arménie, son martyre et ses prétentions la 1916, avec un essai par le conservateur et auteur des notes biographiques.
- Arménie. Son martyre et ses prétentions, édition critique du Centre d'études de Hrand Nazariantz Bari, Cosma Cafueri et revue de la littérature de Carlo Coppola, avec une postface par Anahit Sirunyan, Bari, Vision FAL, 2016.